# Vohalni živec
Vohalni, olfaktorni ali prvi možganski živec (lat. nervus olfactorius) je naziv za skupino senzoričnih živcev, od katerih vsakega tvori približno 20 živčnih vlaken bipolarnih živčnih celic, ki vodijo iz olfaktorne regije nosne sluznice skozi kribrozno lamino sitke v olfaktorni bulbus. Po vohalnih živcih se prenaša senzorična informacija za zaznavanje vonja.

## Zgradba
Specializirana vohalni receptorski nevroni olfaktornega živca se nahajajo v olfatorni regiji nosne sluznice v zgornjem predelu nosne votline. Vohalni živci ne tvorijo dveh vej, kot je značilno za ostale možganske živce, temveč sestojijo iz številnih senzoričnih živčnih vlaken, ki se raztezajo od olfaktornega epitelija v nosni sluznici do olfaktornega bulbusa, pri čemer prehajajo kribrozno lamino sitke.
Vohalni receptorski nevroni se na novo porajajo skozi vse življenje in tvorijo nove aksone do olfaktornega bulbusa.
Voh se sproži, ko razne majhne molekule vzdražijo vohalne (olfaktorne) receptorje, ko pri vdihovanju pridejo do nosnega epitelija v nosni votlini. Interakcija med molekulo, ki sproži dražljaj, in receptorjem se pretvori v električni signal v olfaktornem bulbusu, od koder se prenese po olfaktorni progi ostalih delov vohalnega sistema in osrednjega živčevja.
Vohalni živec je najkrajši izmed vseh možganskih živcev in poleg vidnega živca edini, ki ne potuje v možgansko deblo.